# エルビス・ゴードン
エルビス・ゴードン（Elvis Gordon 1958年6月23日-2011年) はイギリスの柔道選手。ジャマイカ出身。現役時代は95kg超級の選手。身長188cm。体重132kg。

## 人物
1984年のロサンゼルスオリンピック95kg超級では初戦で敗れた。1986年にはドイツ国際で優勝すると、英連邦競技大会でも優勝した。1987年には世界選手権の無差別で決勝まで進むが、小川直也に小外刈の技ありで敗れた。1988年には正力国際とヨーロッパ選手権の無差別で優勝するものの、ソウルオリンピックではまたも初戦で敗れた。1990年には英連邦競技大会で2連覇を達成した。1992年のバルセロナオリンピックでも初戦で敗れた。2011年に死去した。

## 主な戦績
(階級表記のない大会は全て95kg超級での成績)
- 1982年 - オランダ国際　2位
- 1983年 - オランダ国際　2位
- 1984年 - イギリス国際　2位
- 1985年 - イギリス国際　優勝
- 1986年 - フランス国際　3位
- 1986年 - ドイツ国際　優勝
- 1986年 - 英連邦競技大会　優勝
- 1987年 - フランス国際　3位
- 1987年 - 世界選手権　無差別　2位
- 1988年 - 正力国際　優勝
- 1988年 - ヨーロッパ選手権　無差別　優勝
- 1989年 - フランス国際　2位
- 1989年 - ドイツ国際　優勝
- 1989年 - イギリス国際　優勝
- 1989年 - 世界選手権　無差別　5位
- 1989年 - 韓国国際　3位
- 1990年 - 英連邦競技大会　95kg超級　優勝　無差別　優勝
- 1990年 - イギリス国際　3位
- 1991年 - イギリス国際　優勝
- 1992年 - ドイツ国際　2位
- 1992年 - イギリス国際　優勝
- 1992年 - ヨーロッパ選手権　無差別　3位
- 1993年 - イギリス国際　3位